# János Dömölky
János Dömölky (Budapest, 30 d'octubre de 1938 – 26 de març de 2015) va ser un director de cinema hongarès guanyador del premi Béla Balázs i professor universitari.

## Biografia
Entre 1953 i 1957 va estudiar a l'Institut Ferenc Kölcsey. Entre 1960 i 1962, va treballar com a assistent administratiu a la Magyar Televízió, on desenvoluparia una important carrera: director del 1966 al 1999 i assessor del president de l'emissora del 1997 al 1998.
Entre 1960 i 1965, va estudiar direcció de televisió i cinema a l'Acadèmia de les Arts del Teatre i del Cinema, on va ser professor de Félix Máriássy i Károly Makk. Des de 1978, és professor de la Facultat de Teatre i Cinema; Entre el 1985 i el 1992 va ser professor auxiliar de Miklós Szinetár. Des de 1981, va ser el secretari general de l'Associació d'Artistes de Cinema i Televisió Hongaresos. El 1989, va ser el cap d'un dels estudis de teatre de la televisió hongaresa.
Entre les seves obres, la versió cinematogràfica de la novel·la curta de Vercors A tenger csendje (El silenci del mar, 1965) va guanyar el premi Telespectateur al Festival de Televisió de Montecarlo l'any 1966 com un dels membres de la delegació hongaresa. També es va estrenar als cinemes la seva comèdia Jaguár (1967), basada en la novel·la de Jenő Heltai. Després va filmar una versió de Romeu i Julieta de Ferenc Örsi incrustada en l'entorn de Mohács (1968).

## Filmografia
- A tenger csendje (1965)
- Michelangelo (1965)
- Mélyrétegben (1967)
- Jaguár (1967)
- Tök az adu (1967)
- Malva (1967)
- Aranyszoba (1968)
- Holtág (1968)
- Kezdet (1968)
- A kormányzó (1969)
- Az utolsó ítélet (1970)
- Don Quijote vagy Don Quijote (1970)
- Álkatonák (1970)
- Mindannyiotok lelkiismerete megnyugodhat… (1970)
- A vendég (1971)
- Régi idők mozija (1971)
- Médeia (1971)
- Az utolsó tekercs (1971)
- Zaharíj ikonfestő (1971)
- A feltámadás elmarad (1972)
- Alvilági játékok (1973)
- Áruló (1974)
- A gyilkosok
- Feje fölött holló (1974)
- Kisember születik (1975)
- Az áruló (1975)
- Kiterítve (1976)
- Miért? (1976)
- A Glembay család (1977)
- A kard, avagy én vagyok a falu rossza egyedül (1977)
- Magyar Médeia (1977)
- Bovári úr (1977)
- Amerikai cigaretta (1977)
- 6-os számú kórterem (1977)
- Ki lesz a bálanya? (1979)
- Egésznapos riport (1979)
- Optimisták (1981)
- Forog a film (1985)
- Hajnali háztetők (1986)
- Hét akasztott (1989)
- Audiencia (1989)
- Dunasirató (1989)
- Különbözöm, tehát vagyok! (1989)
- Nem érsz a halálodig (1990)
- Területrendezés (1991)
- Mándy Iván (1992)
- A Valencia-rejtély (1996)
- Halál a hálaadás napján (1998)